# Godło Erytrei
Godło Erytrei – jeden z symboli Erytrei ustanowiony w 1993 roku. 

## Opis
Godło zostało ustanowione 24 maja 1993, w dzień deklaracji niepodległości. Przedstawia dromadera otoczonego wieńcem oliwnym. Na dole znajduje się pas z nazwą kraju w językach urzędowych Erytrei: po angielsku pośrodku, w języku tigrinia Hagere Ertra po lewej i po arabsku Daulat Iritrija po prawej.

## Historia

Włoska kolonia Erytrea 1919–1936 i 1941–1952.
1936–1941
Godło Erytrei podczas rządów Etiopii w latach 1952–1962